# Взрыв на заводе удобрений в городе Уэст

План города Уэст

Взрыв на заводе удобрений в городе Уэст — техногенная катастрофа, произошедшая 17 апреля 2013 года в техасском городе Уэст на заводе по производству удобрений. Взрыв прогремел в 19:50 по местному времени. Завод по производству удобрений принадлежал местной компании Adair Grain Inc.
Взрывом были разрушены расположенные рядом с заводом школа и дом престарелых. Серьёзно пострадали около 75 зданий города Уэст.
В результате взрыва погибли 15 человек. Около 200 человек получили ранения.
Изначально на заводе произошёл пожар, а взрыв случился в тот момент, когда пожарные пытались справиться с огнём. По меньшей мере 11 пожарных погибло.
Взрыв был такой силы, что Геологическая служба США зафиксировала колебания почвы магнитудой 2,1.
Власти объявили эвакуацию жителей. Над городом была введена бесполётная зона на высоте до 1 км.
В мае 2013 года по факту взрыва было заведено уголовное дело.